# Loudetiopsis baldwinii
Loudetiopsis baldwinii är en gräsart som först beskrevs av Charles Edward Hubbard, och fick sitt nu gällande namn av James Bird Phipps. Loudetiopsis baldwinii ingår i släktet Loudetiopsis och familjen gräs. Inga underarter finns listade i Catalogue of Life.